# Yasuhiko Niimura
Yasuhiko Niimura (Prefettura di Shizuoka, 11 maggio 1970) è un ex calciatore giapponese, di ruolo attaccante.

## Carriera
Calcò i terreni di gioco del primo livello del calcio giapponese per 80 volte.